# Людвінув (гміна Божехув)
Людвінув (пол. Ludwinów) — село в Польщі, у гміні Божехув Люблінського повіту Люблінського воєводства.
Населення — 204 особи (2011).
У 1975-1998 роках село належало до Люблінського воєводства.

## Демографія
Демографічна структура станом на 31 березня 2011 року:
|          | Загалом | Допрацездатний вік | Працездатний вік | Постпрацездатний вік |
| -------- | ------- | ------------------ | ---------------- | -------------------- |
| Чоловіки | 109     | 24                 | 73               | 12                   |
| Жінки    | 95      | 13                 | 60               | 22                   |
| Разом    | 204     | 37                 | 133              | 34                   |